# Schisslaweng
Schisslaweng [ʃɪslɑˈvɛŋ] bzw. Zislaweng ist ein aus dem Französischen gebildetes Wort. Eine Deutung besagt, dass es eine Verballhornung aus „ainsi cela vint“ („so ging das vor sich“) ist, eine andere geht davon aus, dass es von c’est le vent („das ist der Wind“) herrührt. Den Ursprung fand es vermutlich im Berliner Raum mit den Glaubensflüchtlingen aus Frankreich (Hugenotten) Ende des 17. Jahrhunderts. Bis heute wird das Wort vor allem in der Berliner Mundart verwendet.
Mit dem Wort werden nicht näher definierte, visuelle Zusätze oder Ergänzungen kleinerer Art an Schriften oder Objekten bezeichnet. Diese sind nicht für das Verständnis notwendig, sollen dem Ganzen aber eine gewisse Leichtigkeit verleihen. Ähnliche Ausdrücke sind „mit dem gewissen Extra“ oder „mit Pfiff“.
Tut man etwas „mit einem Schisslaweng“, so geschieht dies mit Schwung, Leichtigkeit, Unbeschwertheit. Beispielsweise kann ein schnellgezogener Strich unter einer Unterschrift als Schisslaweng bezeichnet werden.
Der Comiczeichner Marvin Clifford, bekannt durch die Shakes-and-Fidget-Comics, veröffentlicht wöchentlich Comicstrips unter dem Titel Schisslaweng.
In der (deutschsprachigen) Schweiz gibt oder gab es auch den Ausdruck „C’est le ton qui fait le schisslaweng“ als Parodie auf „C’est le ton qui fait la musique“ („Der Ton macht die Musik“).

## Werke
Carl Heins; Mit'm Zisslaweng. Heitere Klamüstereien zum Passlatant. Hamburg, Kurt Saucke, 1960.